# Fender Jazzmaster
Fender Jazzmaster je kitara, ki se je pojavila leta 1958. V šestdesetih letih so po njej posegali surf rock kitaristi, še nekoliko kasneje pa glasbeniki, ki so pripadali zvrsti alternativni rock. Za razliko od modela Fender Jaguar je Jazzmaster standardne dolžine - torej dolgoskalni vrat. 

## Jazzmaster kitaristi
- Tom Petty
- Elvis Costello
- Mike Einziger (Incubus, Time Lapse Consortium)
- Thom Yorke (Radiohead, Atoms for Peace)
- J. Mascis (Dinosaur Jr.)
- Lee Ranaldo (Sonic Youth)
- Thurston Moore (Sonic Youth)
- George Tomsco (The Fireballs)
- Kevin Shields (My Bloody Valentine)
- Simon Tratnik (Mr. VonTone, Dreamwalk)
- Alex Turner (Arctic Monkeys)
- Troy Van Leeuwen (Queens Of The Stone Age)